# Luchino Visconti (heer van Milaan)

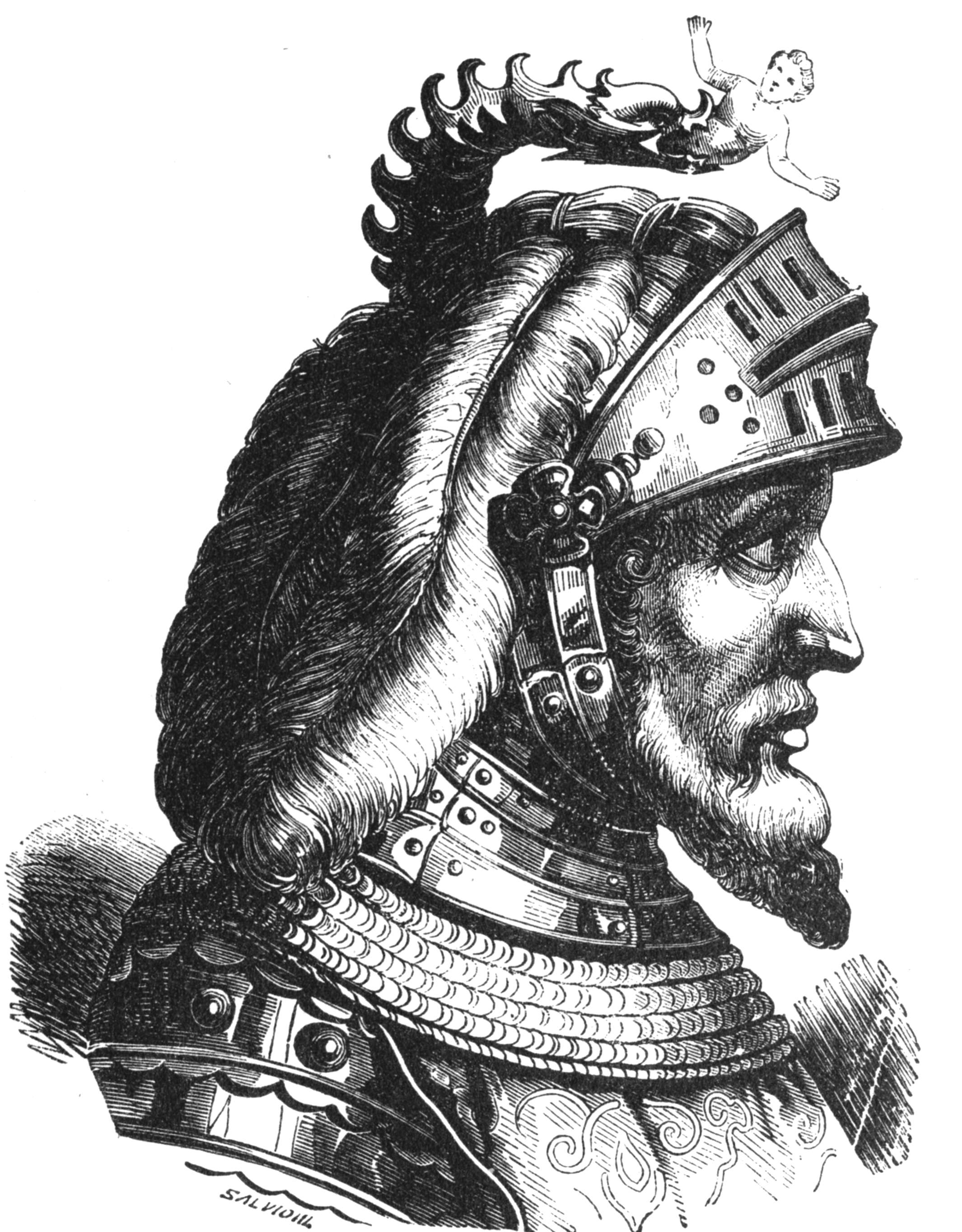
Luchino Visconti.

Luchino Visconti (ca. 1287 - 24 januari 1349) was heer van Milaan van 1339 tot 1349.

## Levensloop
Luchino was de derde zoon van Matteo I Visconti. Zoals zijn broers kreeg hij een militaire opleiding.
Hij was ook een echte condottieri, die vele veldslagen en gevechten won, ook al kwam hij altijd gewond uit de strijd. Zo waren er de overwinningen:
- in Montecatini, waar hij gekwetst werd aan een been;
- bij Alessandria waar hij eigenhandig generaal Hugues de Baux doodde, maar zelf ook gewond werd;
- bij Trezzo, in de gevechten met Raimondo Di Cardone op 23 februari 1323, waar hij in het aangezicht gekwetst werd;
- in de oorlog van Parabiago tegen Lodrisio Visconti in 1339 werd hij zwaar gekwetst en bonden de Duitse soldaten hem aan een eik, om hem daar te laten doodbloeden. Zijn troepen konden hem tijdig bevrijden en Lodrisio gevangennemen.

Vanaf 1315 was hij heer van Pavia en in 1320 werd hij ook heer van Vigevano. In 1323 werd hij, als tegenstander van de paus, samen met ongeveer zijn gehele familie geëxcommuniceerd op de beschuldiging van ketterij.
Hij werd medeheerser in Milaan, samen met zijn neef Azzo Visconti en met zijn broer Giovanni (die weldra priester werd), tot aan Azzo's dood in 1339. Met een leger van huurlingen uit Noord-Europa, dat hij aan de zonen van zijn broer Stefano toevertrouwde, breidde hij het hertogdom uit. Hij veroverde Pisa en kocht van Obizzo III d'Este Parma. Hij was een bekwaam militair bevelhebber en heerser, maar was ook berucht om zijn wreed gedrag. Verschillende complotten tegen hem sloeg hij op beestachtige wijze neer.
Naast vele maîtresses die hem heel wat bastaardkinderen schonken, trouwde hij achtereenvolgens met:
- Violante van Saluzzo, dochter van Thomas I van Saluzzo;
- Caterina Spinola, dochter van Obizzo Spinola;
- Isabella Fieschi, nicht van paus Adrianus V, die hem zijn enige wettige zoon, Luciano Novello gaf. Ze kreeg drie zoons en een dochter, maar bekende dat ze de vrucht waren van haar relatie met Galeazzo II Visconti, haar neef. Nadat die, samen met zijn broer Matteo, verbannen werd, had ze vervolgens betrekkingen met Ugolin van Gonzaga, zoon van de heer van Mantua. Toen hij het vernam, besliste Luchino zich hiervoor te wreken en haar van kant te maken. Maar ze was hem voor en vergiftigde hem op 24 januari 1349. Ze kreeg de bijnaam Isabella del veleno ("Isabella van het Vergif").

Hij werd opgevolgd door zijn neven Bernabò, Galeazzo II en Matteo II die hij in 1346 uit Milaan had verbannen.
De ontrouw van Isabella werd door zijn neven gebruikt om de erfenis van zijn oudste zoon af te nemen. Hij diende bij allerhande vorsten, als het maar vijanden waren van de Milanese Visconti's. De tweeling Borso en Forestino Visconti stierf jong, de ene in de gevangenis, de andere in ballingschap. Brutio Visconti, een bastaardzoon van Luchino, werd uit Milaan verjaagd en stierf in grote armoede in Euganeigebergte bij Padua.